# Fermín Yzurdiaga
Fermín Yzurdiaga Lorca (Pamplona, 25 de octubre de 1903-Pamplona, 10 de diciembre de 1981) fue un clérigo, escritor y propagandista español de extrema derecha. Sacerdote de ideología falangista, tuvo un destacado papel durante la guerra civil española, durante la cual fue nombrado delegado nacional de Prensa y Propaganda de FET y de las JONS y llegó a dirigir varias publicaciones, como Arriba España o la revista Jerarquía. Su actividad política y sus posturas abiertamente simpatizantes con el fascismo le llevaron a entrar en conflicto con algunas jerarquías de la Iglesia española.

## Biografía
Nacido en Pamplona el 25 de octubre de 1903, realizó sus estudios eclesiásticos en Pamplona, en el Real Seminario de San Carlos de Salamanca y posiblemente en Roma. Fue ordenado sacerdote el 4 de octubre de 1926.
Ejerció como sacerdote católico en Arive, en Navarra. Posteriormente dirigió en Pamplona el Hogar Escuela Infantil hasta 1931. En 1929 fundó la Casa Familia para jóvenes obreros del Tribunal Tutelar de Menores, que dirigió hasta 1934. A su vez, fue profesor de religión en el instituto de Pamplona.
Cuando se inició la guerra civil española, las tropas falangistas tomaron los talleres del diario La Voz de Navarra, periódico del Partido Nacionalista Vasco en Navarra. En su lugar se imprimió el periódico falangista Arriba España, el 1 de agosto de 1936, y pasó a ser su primer director; Arriba España se convirtió en el primer diario de la Falange. En abril de 1937 fue nombrado delegado nacional de Prensa y Propaganda de FET y de las JONS, cargo que ejerció hasta 1938. Se acabó convirtiendo en uno de los principales propagandistas del partido. Yzurdiaga pronto empezó a ser conocido con el sobrenombre del Cura Azul en Pamplona, algo que incomodaba a sus superiores eclesiásticos. Esto y su intensa actividad política y propagandística —así como su dialéctica fascista y su explícito apoyo a Adolf Hitler— le crearon numerosos conflictos y acabaron motivando que la jerarquía católica forzase la dimisión de sus cargos políticos, unos meses después del comienzo de la contienda.
A comienzos de 1937 promovió la revista Jerarqvía —denominada «Revista negra de la Falange»— con artículos políticos y de la doctrina católica, y que más tarde acabaría convirtiéndose en la base de la Editora Nacional. Inicialmente fue un entusiasta partidario de Manuel Hedilla en el seno de Falange. Tanto en Arriba España como en Jerarquía contó con la estrecha colaboración de Pedro Laín Entralgo o Ángel María Pascual. Franco le apoyó y, tras ser nombrado delegado nacional de Prensa y Propaganda, a finales de 1937 lo nombra miembro del Consejo Nacional de FET y de las JONS, cargo que ostentaría hasta 1967. Este nombramiento encontró la oposición y protestas tanto del obispo de Pamplona —Marcelino Olaechea— como del primado de España —Isidro Gomá—, a pesar de lo cual Franco intervino en favor del nombramiento de Yzurdiaga.
Años después volvería a ejercer su ministerio sacerdotal. Fue canónigo magistral de la catedral de Pamplona y miembro del Consejo de Estado. Tras el final de la contienda continuó su actividad en Pamplona, desde donde colaboró con la revista Escorial de Madrid. Falleció en 1981.

## Escritos
En su quehacer literario destacó con el «Poema de Navarra» y recibió en 1937 el Premio Mariano de Cavia por su artículo «Concilio de Santa María y dogma de España». En 1945 publicó su último libro, titulado El Cardenal Cisneros.

## Reconocimientos
- Orden Imperial del Yugo y Las Flechas

### Pie de página
1. 1 2  Andrés-Gallego, 1997, p. 57n.
2. ↑  Martínez Sánchez, Santiago. «El Dios y el César de Fermín Yzurdiaga, 1936‐1939». Falange, las culturas políticas del fascismo en la España de Franco (1936-1975) (Instituto Fernando El Católico). ISBN 9788499112169.
3. 1 2  Andrés-Gallego, 1997, p. 58n.
4. 1 2  Sinova, 2006, p. 98.
5. ↑  Payne, 1999, p. 253.
6. ↑  Thomàs, 2001, p. 159.
7. ↑  Meseguer, 2004, p. 69.
8. ↑  Timoteo Álvarez, 1989, p. 236.
9. ↑  Morales Ruiz, 2001, p. 119.
10. ↑  Meseguer, 2004, p. 53.
11. ↑  Payne, 1999, p. 254.
12. ↑  Rodríguez Puértolas, 2008, p. 383.
13. ↑  Payne, 1999, p. 280.
14. ↑  Martínez Sánchez, Santiago (2012). «Las tensiones político-eclesiásticas en torno a Fermín Yzurdiaga, 1936-1939». Hispania sacra 64 (1): 223-260. ISSN 0018-215X. Consultado el 28 de mayo de 2022.
15. 1 2  Payne, 1999, p. 258.
16. ↑  Redondo, 1993, p. 375.
17. ↑  Redondo, 1993, p. 373.
18. ↑  Redondo, 1993, p. 373n.
19. 1 2  Andrés-Gallego, 1997, p. 65.
20. ↑  Rodríguez Puértolas, 2008, p. 569.
21. ↑  Necrológica, en ABC, 12/12/1981.